# Idriss Déby
Idriss Déby Itno, född 18 juni 1952 i Fada, död 20 april 2021 i norra Tchad, var Tchads president sedan 1990 och partiledare för Mouvement Patriotique de Salut. Han var tidigare krigsherre och ledde de trupper som intog N'Djamena 1990 och störtade den dåvarande, impopuläre presidenten Hissène Habré. Déby ledde den junta som då tog över makten. Året därpå blev han president.
Déby tillhörde Bidayat-klanen inom den etniska gruppen zaghawa. Han lade till "Itno" till sitt efternamn i januari 2006.
Déby var gift flera gånger och hade minst ett dussin barn. Han gifte sig med Hinda (född 1977) i september 2006.

## Uppgång till makten
Déby var son till en herde. Efter att han gick ut skolan började han i officersskolan i N'Djamena. Därifrån skickades han till Frankrike för att få utbildning, och återvände till Tchad 1976 med pilotcertifikat. Han förblev lojal mot armén och president  Félix Malloum tills centralmakten föll ihop 1979. Déby anslöt sig då till Hissène Habré, en av de mest betydelsefulla krigsherrarna i Tchad. Ett år efter att Habré blev president 1982 utsågs Déby till överbefälhavare för armén som belöning för sin lojalitet. Han utmärkte sig 1984 genom att slå sönder pro-libyska styrkor i östra Tchad. År 1985 flyttade Habré honom från hans post och skickade honom till Paris för att studera vid École de Guerre. När han hade återvänt utsågs han till högste militäre rådgivare åt presidenten. År 1987 bekämpade han libyska styrkor i fält och använde då taktiker som åsamkade fienden stora förluster. En klyfta framträdde 1989 mellan Habré och Déby rörande presidentgardets ökande makt. Habré anklagade Déby för att förbereda en statskupp, vilket fick Déby att fly till Libyen. Han flyttade till Sudan och bildade Mouvement Patriotique de Salut, en upprorsgrupp, som inledde operationer mot Habré i oktober 1989. Han utlöste en avgörande attack den 10 november 1990, och den 2 december tågade Débys styrkor utan motstånd in i huvudstaden N'Djamena.

## Politisk karriär sedan 1990
Efter tre månader av interimsregering infördes den 28 februari 1991 ett nytt styre med Déby som president. 1996 antog Tchad en ny grundlag, och i juni samma år hölls presidentval. Déby vann den första valomgången, och fick 69 procent av rösterna i den andra valomgången, som hölls i juli. Han omvaldes i maj 2001, då han fick 63 procent av rösterna i första valomgången. Valet kritiserades dock av internationella valobservatörer. I juni 2005 hölls en folkomröstning för att avskaffa grundlagens föreskrift om att en president inte får sitta mer än två mandatperioder. Resultatet i folkomröstningen gjorde att Déby kunde ställa upp i valet 2006 och kandidera för en tredje mandatperiod. Valet i maj 2006 bojkottades av oppositionen. Enligt de officiella valresultaten fick Déby 64,67 procent av rösterna. Detta var en justering nedåt från den först tillkännagivna siffran 77,6%.

## Tchadisk-sudanesisk konflikt
Déby har ställts inför inre oro och spänningar med Sudan från slutet av 2005 till början av 2006. Ett kuppförsök som inbegrep nedskjutning av Débys flygplan hejdades i mars. Det har förekommit betydande strider med rebeller i den östra delen av landet. I mitten av april skedde även strider mot rebeller i N'Djaména, men de avtog snart och regeringsstyrkorna behöll kontrollen över huvudstaden. Déby bröt därefter sina förbindelser med Sudan, som han anklagade för att stödja rebellerna, och sade att valet i maj fortfarande skulle äga rum.
Déby svors in för ännu en mandatperiod den 8 augusti 2006. Sudans president Omar al-Bashir närvarade vid Débys presidentinstallation och de två ledarna kom överens om att återuppta sina diplomatiska förbindelser vid detta tillfälle. Déby har även utökat Tchads diplomatiska förbindelser till Iran.

## Oenighet om olja
I slutet av augusti 2006 väckte Déby internationell uppmärksamhet då han hade efterfrågat att hans land borde ha kontroll över 60% av sin oljeproduktion, efter att ha mottagit "smulor" från de utländska bolag som drev industrin. Han hävdade att Chevron och Petronas vägrade att betala skatter som totalt uppgick till 486,2 miljoner dollar. Tchad antog på begäran av Världsbanken en lag som kräver att största delen av dess oljeintäkter ska gå till investeringar i sjukvård, utbildning och infrastruktur. Världsbanken och Tchad hade tidigare varit i konflikt om hur dessa pengar användes.
Efter att Déby omvaldes i maj splittrades flera rebellgrupper. 

## Död
Den 20 april 2021 rapporterades Déby att ha avlidit till följd av sina skador han har fått vid fronten under Norra Tchad-offensiven.